# Isésiânkh
Isésiânkh ou Isési-Ânkh, est un prince égyptien, fils de Djedkarê Isési, souverain de la Ve dynastie. 
Outre le titre de fils royal, désignant sa filiation avec la famille royale, il portait les titres de Chef des expéditions, ce qui le rattachait à l'administration du Trésor, ainsi que de Directeur de tous les travaux du Roi l'équivalent d'architecte en chef. Ce dernier titre fait de lui l'architecte probable de la pyramide de son père située à Saqqarah sud.
Isésiânkh possède un mastaba dans la nécropole de Saqqarah.

## Sépulture
Le mastaba d'Isésiânkh est situé à l'angle nord-est de l'enceinte du complexe funéraire de Djéser à Saqqarah, non loin des mastabas de son frère Rêmkoui et de sa mère probable Mérésânkh IV. Il a livré des reliefs peints ainsi qu'une stèle fausse porte. 
Le mastaba a été mis au jour par Auguste Mariette lors de la grande campagne d'exploration du site qu'il entreprit à la suite de sa nomination à la tête du tout jeune service des antiquités égyptiennes qu'il venait de fonder. 
Brièvement exploré au début du XXe siècle par James Edward Quibell, qui en fit le relevé et publia les scènes qui décoraient ses parois, le mastaba a été négligé par la suite, ne faisant l'objet d'aucun travaux de consolidation ou de restauration tant et si bien que près d'un siècle après sa découverte, exposé aux intempéries et aux aléas touristiques d'un site devenu célèbre, il ne présentait que de maigres vestiges lorsque le Dr. Yvonne Harpur l'étudia à nouveau à partir de 1994 pour le compte de l'université d'Oxford. 
Il est depuis retombé dans l'oubli et s'efface peu à peu sous les sables du désert.